# Heckler & Koch P2000
HK P2000 là loại súng ngắn bán tự động do công ty vũ khí Heckler & Koch phát triển dựa trên khẩu Heckler & Koch USP cho các lực lượng thi hành công vụ, bán quân sự và dân sự. Súng được thiết kế để tăng độ tiện dụng giảm bớt các áp lực khi bắn để xạ thủ sử dụng súng nhẹ nhàng hơn.

## Thiết kế
P2000 sử dụng cơ chế nạp đạn bằng độ giật lùi nòng ngắn với cơ chế khóa sau nòng kiểu nòng xiên chống vào khe trong thân súng. Khi bắn nòng sẽ hấp thu lực giật lùi về phía sau và kéo khối trượt theo với các gờ bám nối hai phần với nhau. Nhưng sau một đoạn ngắn nòng sẽ đi vào một đường cắt khiến nó không còn lùi theo đường thẳng nữa mà đi xiên chếch xuống dưới, việc này làm các gờ móc nối giữa nòng và khối trược được tách ra và hai bộ phận đi theo hai hướng khác nhau, nòng sẽ chống vào một gờ cản khóa không cho nó di chuyển tiếp khi đi xiên xuống trong khi khối lùi sẽ tiếp tục chu kỳ nạp đạn của mình. Và khi khối lùi tiến về phía trước để trở về chỗ cũ thì nó sẽ đè nòng thẳng lại và các gờ móc nối lại được gắn với nhau và toàn bộ khối trở về chỗ cũ chuẩn bị bắn viên tiếp theo. Thiết kế này làm chiều phản lực mà súng tạo ra tác động đến tay xạ thủ ở vị trí thấp giúp cho súng bớt bị giật lên trên để tăng độ chính xác.
P2000 có ba bộ cò khác nhau được gắn vào súng tùy theo yêu cầu là: Bộ hoạt động kép cải tiến giúp cho việc bóp cò nhẹ hơn nhưng không có cơ chế đưa búa điểm hỏa ra khỏi vị trí lên cò hay khóa an toàn, bộ hoạt động đơn/kép cơ bản có thể đưa búa điểm hỏa ra khỏi vị trí lên cò và hoạt động kép cải tiến có khả năng đưa búa điểm hỏa ra khỏi vị trí lên cò.
Bộ hoạt động kép cải tiến của Heckler & Koch có chế độ nửa lên cò nó giúp cho việc bóp cò trở nên nhẹ nhàng hơn trong chế độ hoạt động kép với thiết kế khá đặc biệt. Bộ điểm hỏa với búa điểm hỏa chia ra làm hai phần và luôn ở chế độ nửa lên cò khi bắn, nó giúp cho việc nếu có viên đạn không nổ khi bắn thì có thể bóp cò lại ngay một cách nhanh chóng và nhẹ nhàng mà không cần phải dùng tay kéo khối trượt hay lên cò như hoạt động đơn hay phải bóp mạnh cò như hoạt động kép cơ bản. Nhưng chế độ này chỉ được kích hoạt sau khi khối trượt lùi về phía sau và chỉ trở về chỗ cũ sau khi bóp cò vì vậy nếu muốn cất súng lâu thì phải đưa búa điểm hỏa ra khỏi vị trí nửa cò nếu không muốn lò xo giữ búa ở vị trí này bị yếu đi theo thời gian. Các mẫu sau này đã thêm vào nút đưa búa ra khỏi vị trí này mà không cần phải bóp cò.
Hệ thống nhắm cơ bản của súng là điểm ruồi có chấm dạ quang. Các mẫu chế tạo sau này có tranh răng trên thân để gắn các hệ thống hỗ trợ tác chiến thích hợp hơn như đèn pin hay hệ thống nhắm laser... mà không cần bất kỳ công cụ đặc biệt nào.